# Нашивочников, Алексей Валерьевич
Алексе́й Вале́рьевич Наши́вочников (укр. Олексі́й Вале́рійович Наши́вочніков, англ. Oleksii Nashyvochnikov; 24 апреля 1970, Киев, УССР, СССР) — украинский архитектор и художник.

## Биография
Родился 24 апреля 1970 года в Киеве. В раннем детстве в результате болезни потерял слух. После окончания школы-интерната для детей с недостатками слуха учился в Киевском техникуме легкой промышленности, получил специальность механик швейного оборудования.
В 1998—2004 годах обучался на архитектурном факультете в Национальной академии изобразительного искусства и архитектуры, профессор Лариса Скорик. С 2004 года — архитектор, начальник группы, главный специалист архитектурно-планировочного отдела Государственного предприятия «Проектный институт „Укрметротоннельпроект“».

## Творческий вклад
Архитектор — автор проектов станций Киевского метрополитена (в составе авторских коллективов):
- «Сырец» (2004, совместно с архитекторами Тамарой Целиковской, Валерием Гневышевым, Екатериной Бадяевой, Юрием Кравченко).
- «Бориспольская» (2005, совместно с архитекторамии Тамарой Целиковской, Валерием Гневышевым, Андреем Юхновским).
- «Вырлица» (2006, совместно с архитекторами Тамарой Целиковской, Валерием Гневышевым, Андреем Юхновским).
- «Демиевская» (2010, совместно с архитекторами Тамарой Целиковской, Валерием Гневышевым, Евгением Плащенко, Александром Панченко).
- «Голосеевская» (2010, совместно с архитекторами Тамарой Целиковской, Валерием Гневышевым , Андреем Юхновским, Евгением Плащенко).
- «Васильковская» (2010, совместно с архитекторами Тамарой Целиковской, Валерием Гневышевым , Евгением Плащенко, Юрием Кравченко).
- «Выставочный центр» (2011, совместно с архитекторами Тамарой Целиковской, Валерием Гневышевым, Андреем Юхновским, Евгением Плащенко, Юрием Кравченко, Александром Панченко).
- «Теремки» (2013, совместно с архитекторами Тамарой Целиковской, Валерием Гневышевым, Евгением Плащенко, Александром Панченко).
- «Святошин» (2018, реконструкция, совместно с архитекторами Валерием Гневышевым, Андреем Юхновским).

Архитектор — автор проектов станций Подольско-Вигуровской линии Киевского метрополитена (в составе авторских коллективов): «Глубочицкая», «Подольская», «Судостроительная», «Труханов остров», «Залив Десёнка», «Радужная» (2000-е — 2010-е годы; совместно с архитекторами Валерием Гневышевым, Тамарой Целиковской, Евгением Плащенко, Андреем Юхновским Александром Панченко, Фёдором Зарембой).

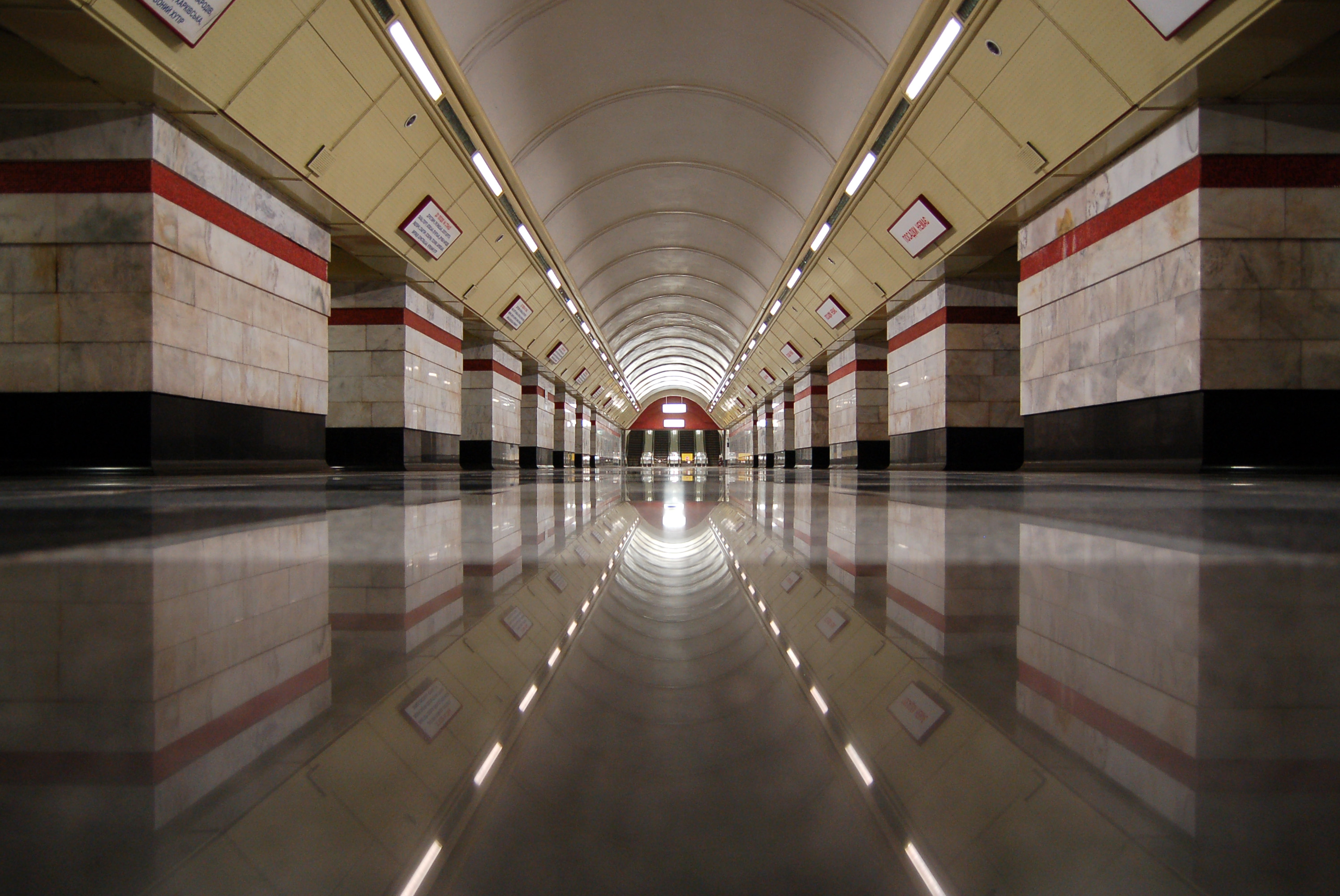
Станция метро «Сырец»
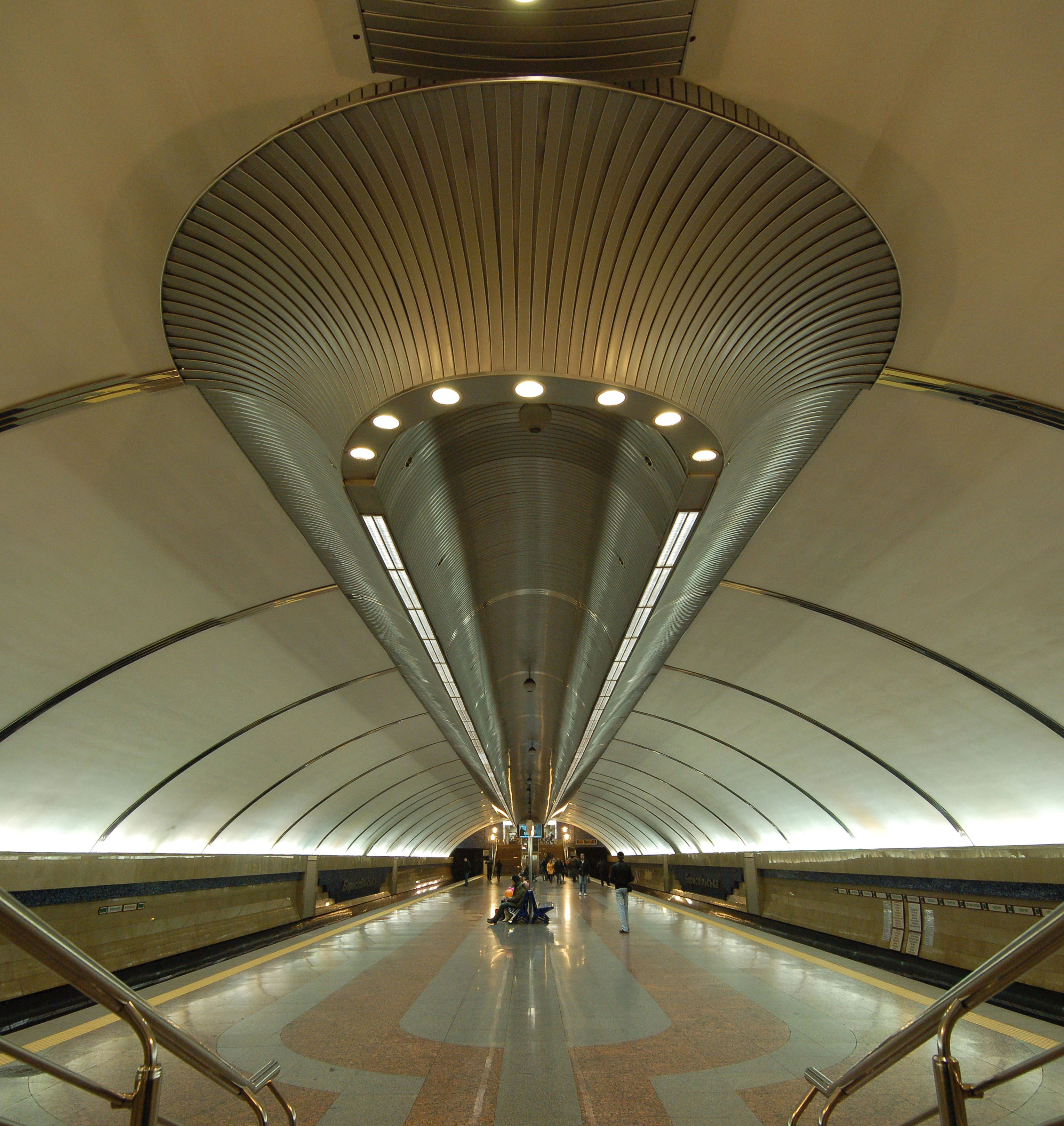
Станция метро «Бориспольская»
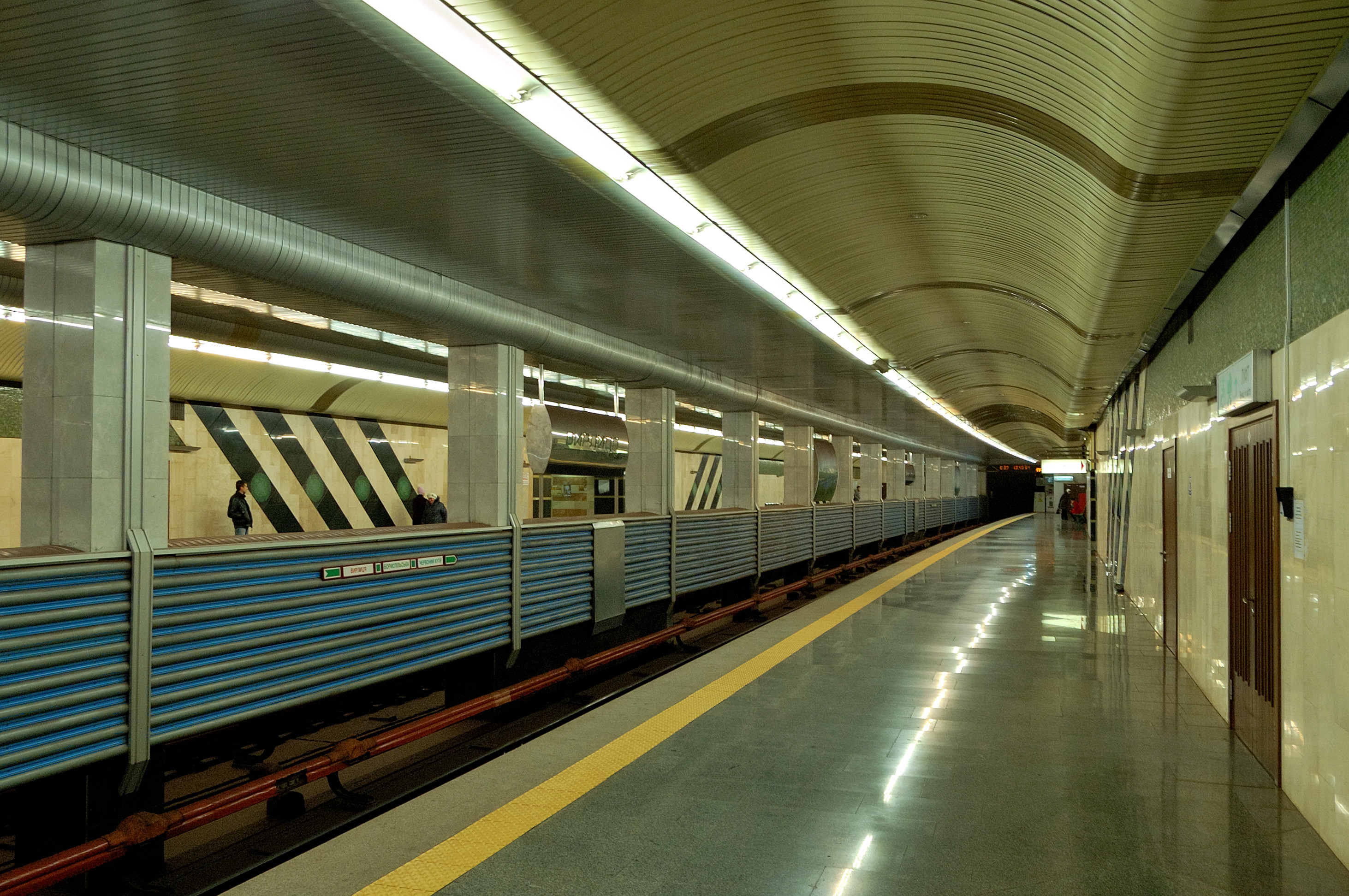
Станция метро «Вырлица»
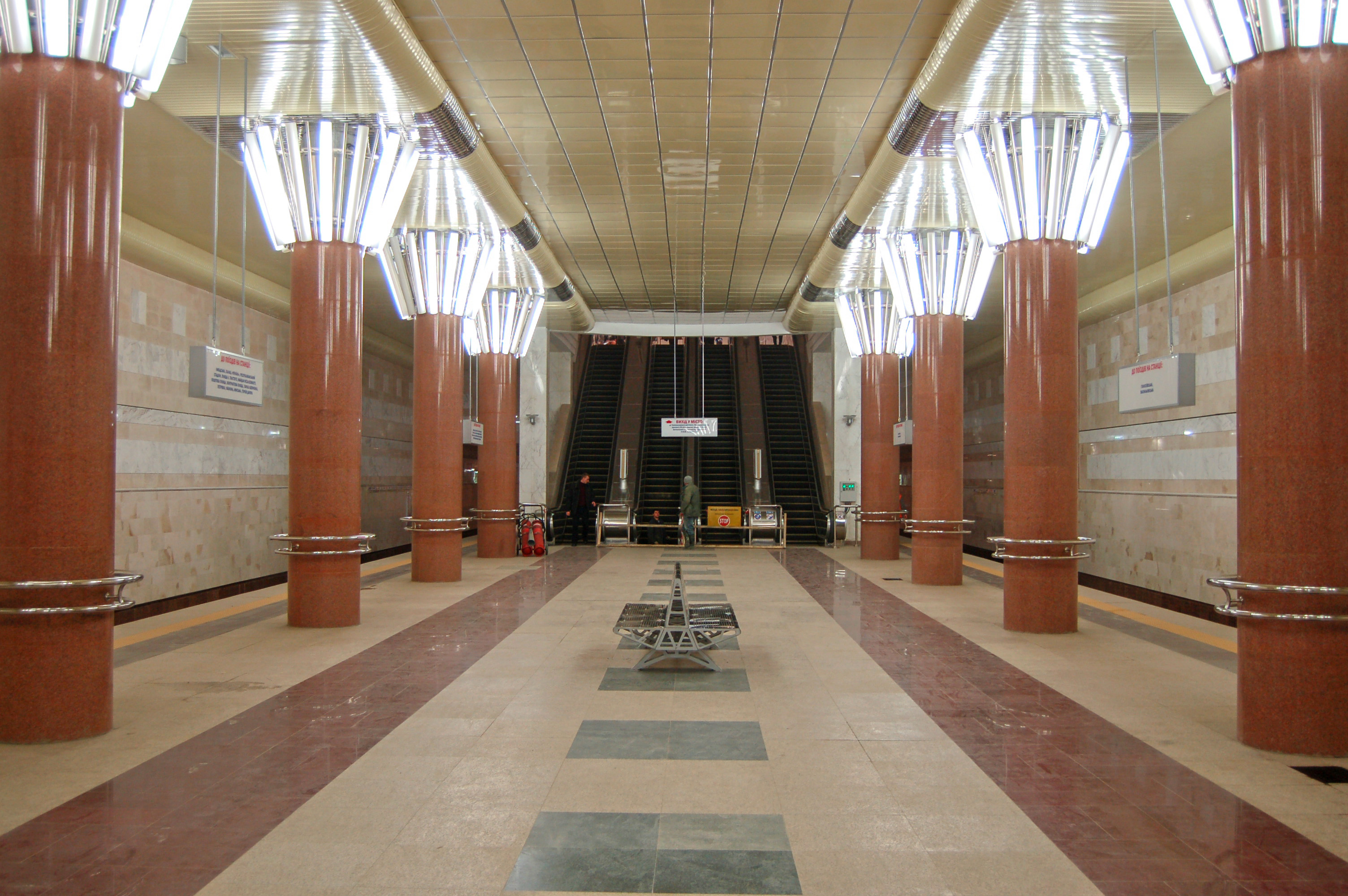
Станция метро «Демиевская»
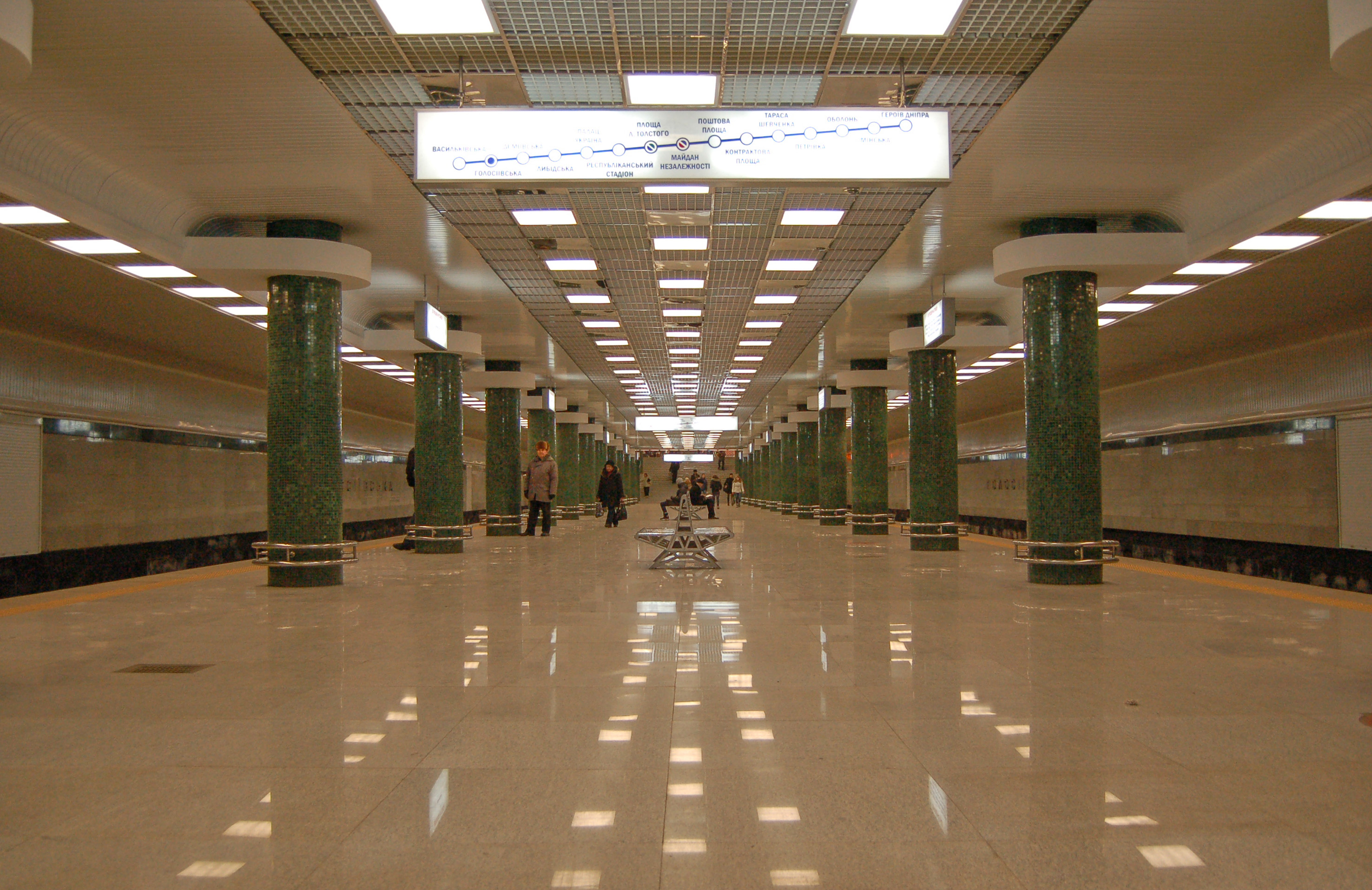
Станция метро «Голосеевская»
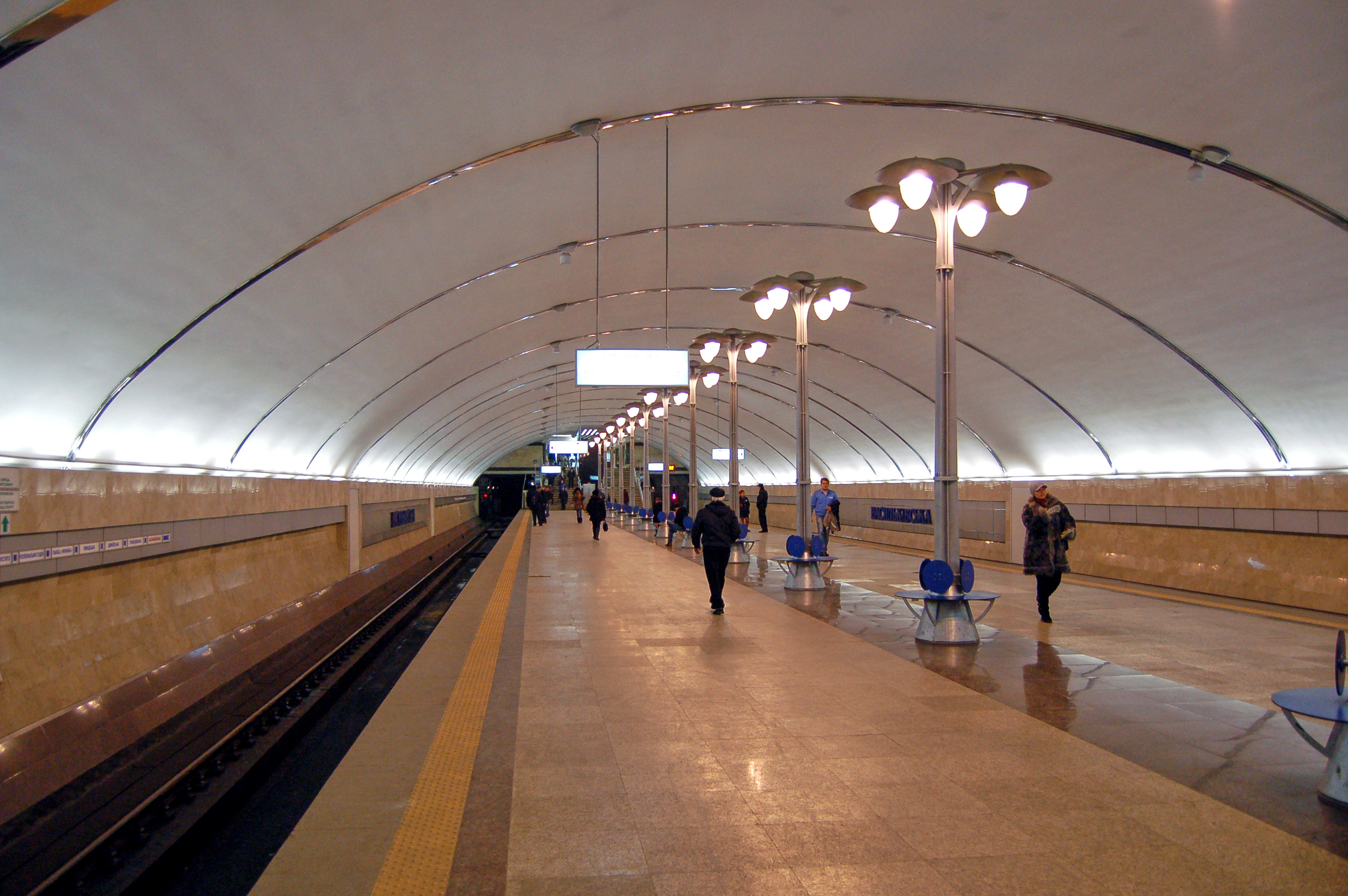
Станция метро «Васильковская»
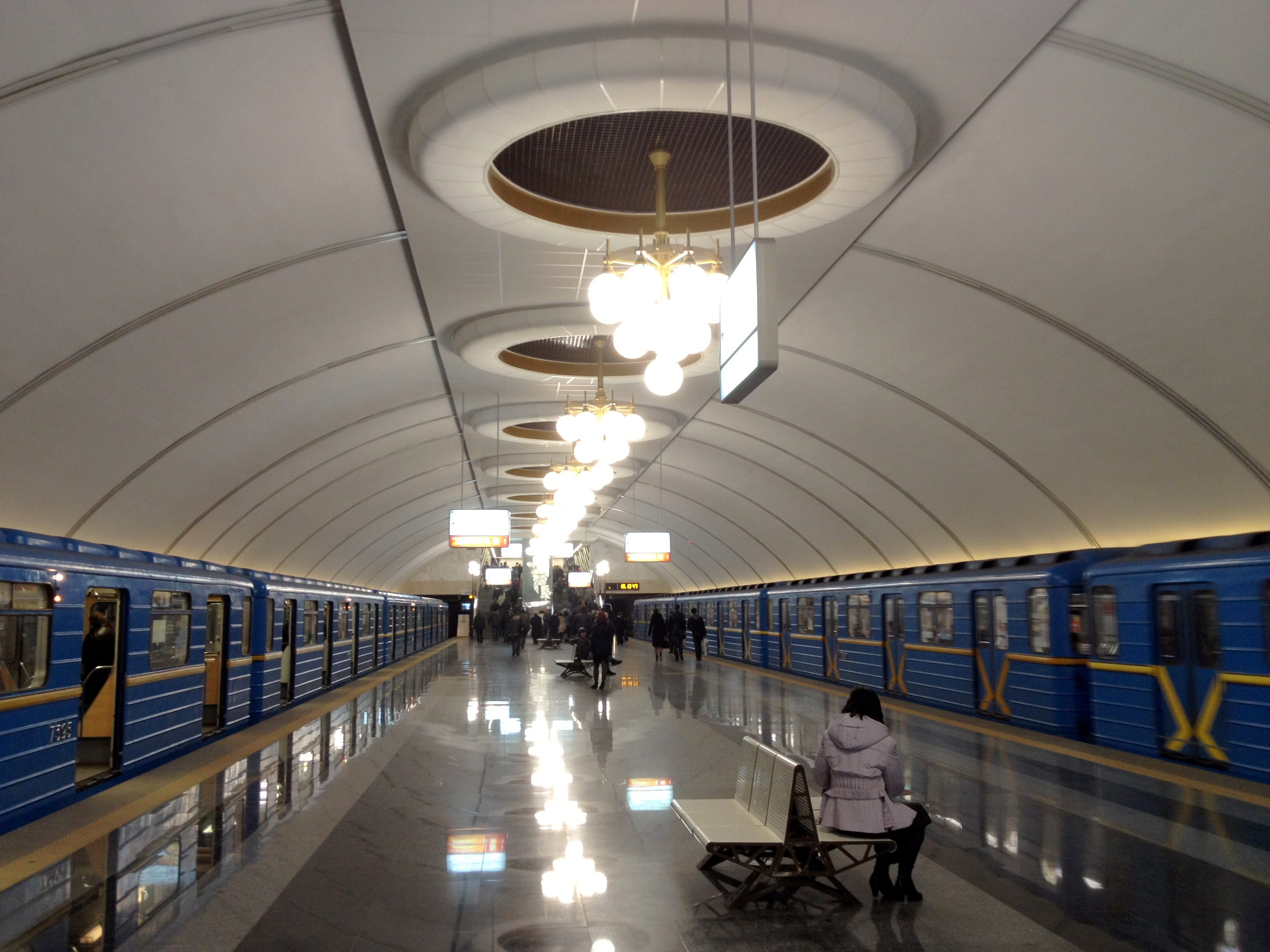
Станция метро «Выставочный центр»
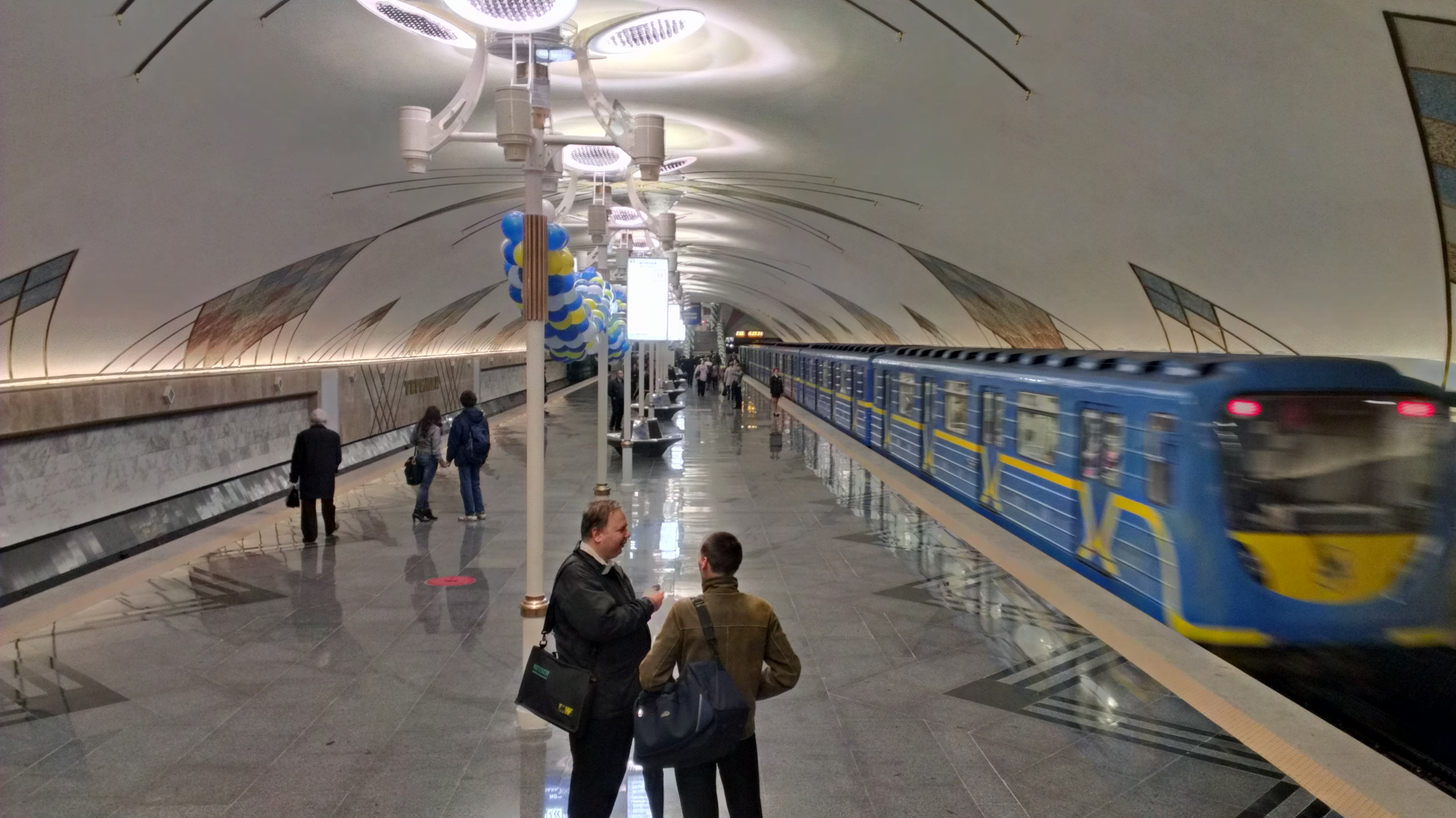
Станция метро «Теремки»

## Общественная деятельность
С 2017 года — президент Киевского союза глухих художников «Вдохновение» (укр. «Натхнення»). Принимал участие в многочисленных художественных выставках.